# Паулу Мендис да Роша
Паулу Мендес да Роша (на испански: Paulo Mendes da Rocha) е бразилски архитект.

## Биография
Роден е на 25 октомври 1928 г. във Витория, Еспирито Санто, Бразилия. От дете живее в Сао Пауло, където завършва и университет.
Първата значителна творба на Да Роша е спортната зала „Паулистано“. Построена е през 1958 г. Залата побира едва 2000 зрители, но привлича вниманието на специалистите. Да Роша се отказва от историзма, опитвайки да съчетае мощните обеми на брутализма и изразителната лекота на Нимайер, чието влияние той изпитва през целия си професионален път.
През 1969-70 г. Мендес да Роша излиза на международната сцена: поръчват му да проектира бразилския павилион за Експо'70 в Осака, Япония. Но по същото време хунтата го лишава от правото да преподава и въпреки това той не напуска Бразилия.
През 1973 г. проектира стадиона „Сиера Дорада“, открит през 1975 г. В този период той „дрейфува“ от скулптурната експресивност на Нимайер в посоката на „по-сдържан геометризъм“.

## Творчество
| Година | Сграда или продукт                            | Местоположение      |
| ------ | --------------------------------------------- | ------------------- |
| 1957   | Спортна зала на Атлетически клуб „Паулистано“ | Сао Пауло, Бразилия |
| 1957   | Кресло „Паулистано“                           | Кресло „Паулистано“ |
| 1964   | Жилищен блок „Гуаймбе“                        | Сао Пауло, Бразилия |
| 1969   | Бразилски павилион за Експо'70                | Осака, Япония       |
| 1973   | Стадион „Сиера Дорада“                        | Гояния, Бразилия    |
| 1987   | Църква „Св. Петър“                            | Сао Пауло, Бразилия |
| 1987   | Мебелен магазин „Форма“                       | Сао Пауло, Бразилия |
| 1988   | Бразилски музей на скулптурата                | Сао Пауло, Бразилия |
| 1992   | Площад на патриарха и Виадукт до Ша           | Сао Пауло, Бразилия |
| 1993   | Пинакотека до Естадо                          | Сао Пауло, Бразилия |
| 1997   | Културен център „FIESP“                       | Сао Пауло, Бразилия |
| 2002   | Площад на патриарха                           | Сао Пауло, Бразилия |
| 2015   | Национален музей на пощенските коли           | Лисабон, Португалия |

## Галерия
- Стадион „Сиера Дорада“ (1973)
- Църква „Св. Петър“ в Сао Пауло (1987)
- Бразилски музей на скулптурата (1988)
- Фасада на къщата Жераси в Сао Пауло (1990)
- Пинакотека до Естадо, интериор (1993)
- Площад на патриарха в Сао Пауло (2002)
- Национален музей на пощенските коли (2015)
- Национален музей на пощенските коли (2015)

## За него
- Artigas, Rosa (ред.). Paulo Mendes da Rocha. São Paulo: Cosac & Naify, 2000.
- Piñon, Hélio; Paulo Mendes da Rocha; São Paulo: Romano Guerra Editora, 2002.
- Solot, Denise Chini. Paulo Mendes da Rocha. Estrutura: o êxito da forma. Rio de Janeiro: Viana & Mosley, 2004.
- Spiro, Annette. Paulo Mendes da Rocha. Bauten und Projekte. Zurique: Niggli, 2002.
- Pisani, Daniele. Paulo Mendes da Rocha. Obra completa. Barcelona: Gustavo Gili, 2013.
- Vaz Milheiro, Ana; Tavares, Gonçalo M.; Simões, João Carmo. Paulo Mendes da Rocha / Museu Nacional dos Coches. Lisboa: Monade, 2015.